# The Vad Vuc
The Vad Vuc est un groupe suisse de folk, originaire de Coldrerio, en Suisse italienne.

## Histoire

### Débuts
The Vad Vuc se confirment sur le panorama musical suisse. Ils se font remarquer dans les mouvements musicaux underground suisses, jusqu'à conquérir, une année plus tard, leur notoriété nationale[réf. nécessaire]. Formé en décembre 2000, le premier concert de The Vad Vuc a vu sur scène Cerno, Büti, Q et Miske, et il a lieu à Lugano en février 2001. Les échos de la musique irlandaise se font clairement sentir et, par la suite, on[Qui ?] a pu remarquer une approche bien plus personnelle.
En 2015, le groupe arrive dixième à la qualification suisse pour le Concours Eurovision de la chanson, avec la chanson Cocktail e fantasmi.

### Années 2020
Le 28 avril 2021, au Centre des médias du Palais fédéral à Berne, The Vad Vuc participe aux Swiss Press Awards, les plus hautes récompenses nationales dans le domaine du journalisme, avec la chanson Blacks or Whites they are en tant que Swiss Press Song 2021. En novembre de la même année, le groupe sort The Vad Vuc 2000-2020 (2021), un double album live contenant des enregistrements des deux concerts de l'année précédente au Teatro Sociale de Bellinzona. À l'occasion de la sortie de ce double album, la RSI Radiotelevisione svizzera di lingua italiana rend hommage aux 20 ans de carrière du groupe en organisant une soirée à l'Auditorio Stelio Molo de Lugano, retransmise en direct sur la radio RSI Rete Tre et en streaming vidéo sur les portails de la station. Le 11 novembre 2022, The Vad Vuc sort Album Postumo - Breve antologia di ordinarie violenze quotidiane, un disque produit par Taketo Gohara et Davide « Billa » Brambilla. Les invités spéciaux de l'album sont Enrico Ruggeri, Giorgio Gaber (à titre posthume), Davide Van De Sfroos, Banda Osiris et le Gnu Quartet.